# The Little Prince
«El Principito» —título original en inglés: «The Little Prince»— es el sexto episodio de la quinta temporada de la serie de televisión posapocalíptica, horror Fear the Walking Dead. Se estrenó el 7 de julio de 2019. Estuvo dirigido por Sharat Raju y en el guion estuvo a cargo de Mallory Westfall.

## Trama
El grupo de Morgan lleva los restos de un avión a la parada de camiones y para repararlo con la ayuda del grupo y a su vez los niños ayudan en la reparación. Sin embargo, Althea prueba el avión y durante el proceso de prueba se destruyen las hélices.
Annie, al ver la situación de lo que sucede, decide irse con otros niños y marcharse y explica los hechos que ocurrieron hacia la pérdida de sus padres en el campamento encontrado por el grupo.
Grace logra contactar a Morgan para revelar que el segundo reactor en la planta de energía pronto se derretirá. Grace y Morgan armaron un plan para usar el generador en la parada de camiones para retrasar el colapso, pero Grace no cree que se pueda detener por completo y cree que cualquiera que quede en el área moriría cuando suceda. En lugar de arriesgar la vida de Morgan, Grace se marcha y se va sola para ganar tiempo.
Dwight y John continúan buscando a Sherry. John encuentra una nota de Sherry pidiéndole a Dwight que se resigne a buscarla, pero la mantiene en secreto. Después de debatir una solución, Strand y Charlie llegan para ayudar con las hélices del avión de Daniel usando el viejo globo de aire caliente de Jim Brauer. Sin embargo, el globo colapsa en un campo dentro de la zona radiactiva. Mientras Morgan se apresura a ayudarlos y Alicia busca a los niños, Strand y Charlie están rodeados por una horda de caminantes, algunos de los cuales son radiactivos.

## Recepción
"The Little Prince" recibió críticas negativas. Actualmente tiene una calificación positiva del 42% con una calificación promedio de 4.75/10 sobre 12 en el agregador de reseñas Rotten Tomatoes. El consenso de los críticos dice: "'The Little Prince' es un punto bajo para la última temporada de Fear the Walking Dead, perdiendo fe con un globo y una trama llena de aire caliente mientras insiste en un optimismo que suena falso en una serie definida por desesperación."
Alexander Zalben de Decider  elogió el episodio y escribió: "[El globo aerostático] es encantador. Hace unas semanas escribí sobre cómo Fear está comenzando a adueñarse de su nuevo tono como el primo tonto y extraño a los Walking Dead más serios, y una elección como esta lo subraya."  David S.E. Zapanta de Den of Geek! le dio una calificación baja de 1.5/5 y dije: "Este programa que alguna vez fue entretenido está colapsando y quemando solo seis horas en su problemática quinta temporada".." Escribiendo para Father Son Holy Gore, C.H. Newell elogió el episodio y dijo: "¡Gran episodio! Esta temporada ha sido estelar. La radiación agrega una capa completamente diferente de miedo."

### Calificaciónes
El episodio fue visto por 1,49 millones de espectadores en los Estados Unidos en su fecha de emisión original, por encima del episodios anterior.